# Maurice Mendelssohn

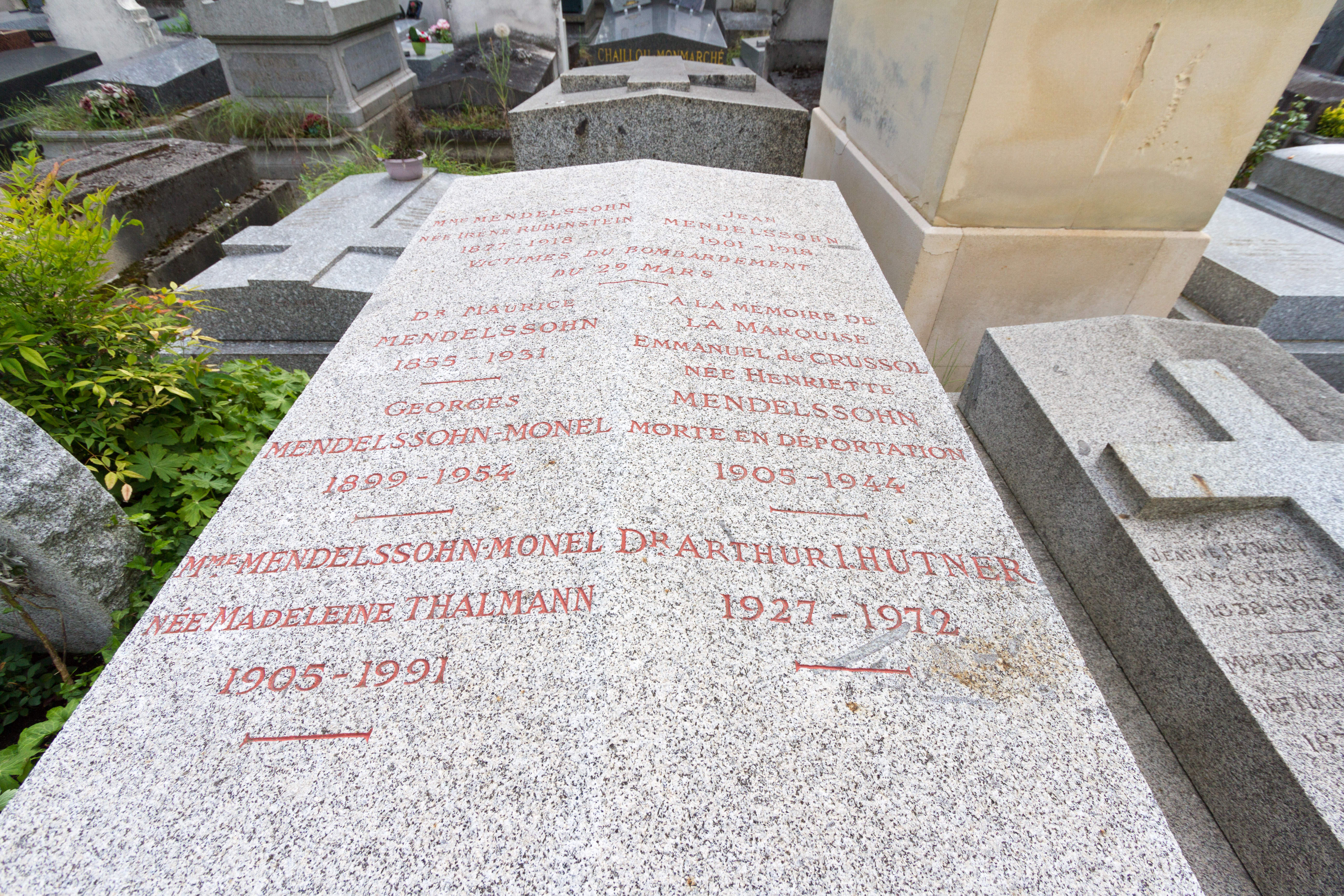
Grobowiec rodziny Mendelssohnów na Cmentarzu Père-Lachaise

Maurice Etienne Mendelssohn (ur. jako Maurycy Mendelssohn 28 lipca 1855 w Warszawie, zm. 8 marca 1931 w Paryżu) – polsko-francuski lekarz neurolog, profesor fizjologii Uniwersytetu w Sankt Petersburgu, członek Académie Nationale de Médecine. Uczył się u Jeana-Martina Charcota, tytuł doktora medycyny otrzymał w Paryżu w 1902 roku. Wspólnie z Charlesem Richetem wydawał „Archives slaves de biologie”.
Żonaty z Irène Rubinstein, mieli syna Jeana-Victora. Żona i syn zginęli 29 marca 1918 roku w Kościele św. Gerwazego i Protazego, podczas ostrzału Paryża przez Niemców.

## Wybrane prace
- Des effets du traitement marin sur le sytème nerveux. Paris: Octave Doin, 1903
- Sur le tonus des muscles striés. Paris: impr. de E. Rousset, 1881
- École pratique des hautes études. Physiologie expérimentale. Paris: G. Masson, 1876-1880
- Recherches sur l'irritabilité électrique et la galvanoplastie des leucocytes. [Paris: Marétheux, 1912
- La Nature électrique de l'activité nerveuse, conférence faite à l'Institut général psychologique, le 6 juin 1904. Paris, 1905
- Quelques recherches relatives à la mécanique du muscle. Paris: impr. de E. Rousset, (1881)
- Recherches sur la courbe de secousse musculaire [dans] des différentes maladies du système neuro-musculaire, 1883
- De l'électrocardiogramme chez l'homme à l'état normal et pathologique. Paris: J. B. Baillière, 1908
- Les Phénomènes électriques chez les êtres vivants. Paris: Naud, 1902
- Sur la réaction électrique des nerfs sensitifs de la peau chez les ataxiques. Paris: Gauthier-Villars, 1884
- Nouveau procédé pour déterminer la force électromotrice du courant nerveux ou musculaire avec des électrodes impolarisables mais non homogènes. Paris: 111, boulevard Saint-Germain, 1886
- Untersuchungen über Reflexe. Berlin: Reichdrükerei, 1882
- Recherches sur la thermotaxie des organismes unicellulaires. Paris: Masson, 1902
- Sur quelques particularités de la courbe de contraction d'un muscle empoisonné par la vératrine. Paris: Ed. Rousset, 1883